# 야쿠시지 사아야
야쿠시지 사아야(일본어: 薬師寺 さあや)는《허긋토! 프리큐어》에 등장하는 가공의 인물이다. 애니메이션에서 목소리를 연기한 성우는 혼이즈미 리나이다.

## 프로필
| 이름                 | 야쿠시지 사아야                                |
| 성별                 | 여자                                           |
| 생일                 | 6월 10일                                       |
| 별자리               | 쌍둥이자리                                     |
| 나이                 | 13세 → 14세                                    |
| 신분                 | 학생                                           |
| 소속                 | 라브니르 학원                                  |
| 가족관계             | 아버지(야쿠시지 슈지), 어머니(야쿠시지 레이라) |
| 변신명               | 큐어 앙주(Cure Ange)                           |
| 퍼스널 컬러          | 하늘색                                         |
| 속성                 | 날개, 깃털                                     |
| 등장 프리큐어 시리즈 | 허긋토! 프리큐어                               |

## 인물소개
라브니르 학원에 다니는 중학교 2학년생으로 노노 하나네 학급 반장을 맡고 있다. 천성이 남 돌보기를 좋아하고 곤란한 사람을 내비두지 못하는 무척 상냥하고 고운 마음씨의 소유자로 방금 전학 온 하나에게도 매우 살갑게 안내해 준다. 학업성적도 우수하고 아역배우 출신답게 얼굴도 예쁜데다 그 천사 같은 마음씨로 교내에서 '학원의 천사'라 불리며 학생들의 존경의 대상이다. 
가족은 부모님과 자신으로 외동딸이다. 어머니가 유명한 배우이며 사아야 자신도 어릴 적에 인기 아역배우로 활약했는데 CM에서 야채소녀 컨셉으로 인기를 모았다.
공부를 잘하는 우등생이며 아는 것이 많고 지식욕과 호기심이 풍부해서 궁금한 게 있으면 전용 노트북으로 검색해서 알아 봐야 직성이 풀리는 타입이다. 의외로 공구, 기계에도 관심이 많다. 
항상 나긋나긋하고 온화하지만 의외로 지기 싫어하는 승부욕 강한 면모도 있다. 또한 공포 영화도 즐겨보며, 매운 음식을 좋아한다. 그 중에서 가장 좋아하는 건 매운 카레.
모두의 선망의 대상인 그런 그녀도 어머니의 후광으로 배우의 길을 걷는 게 아닌 스스로 진정으로 하고 싶은 게 뭔지 고민하고 있다.
프리큐어로 싸우는 하나(큐어 옐)를 도와주고 싶은 마음과 스스로도 강해지고 싶다는 강한 마음이  미라이 크리스탈 블루를 생기게 하고 지혜의 프리큐어 큐어 앙주로 변신한다.
존경하는 위인은 마더 테레사.

## 큐어 앙주
"모두를 치유! 지혜의 프리큐어! 큐어 앙주!!" (일본어: みんなを癒やす！知恵のプリキュア！キュアアンジュ！！) 
지혜의 프리큐어로 변신한 모습. 이미지 색은 하늘색.
특징
파란색 머리에서 파스텔 민트 블루로 변하며 의상은 수녀와 간호사를 모티브로 하였다. 전투복의 기본 색상은 하늘색과 파란색, 흰색을 기초로 머리에 깃털장식과 어깨를 감싸는 마치 날개달린 듯한 상의는 이름대로 천사를 연상시킨다.
전투 스타일
공격력은 프리큐어 중 가장 약하지만 뛰어난 지혜로 동료들에게 적의 타파법을 알려주고 자신의 기술로 방어막을 쳐서 적의 공격으로부터 일시적으로 보호해준다.
기술
- 하트 페더
- 페더 블래스트